# Razafimandimbisonia
Razafimandimbisonia là một chi thực vật có hoa trong họ Thiến thảo (Rubiaceae).

## Loài
Chi Razafimandimbisonia gồm các loài: